# Hugh Cameron
Hugh Cameron (* 6. Mai 1953 in Guisborough) ist ein ehemaliger britischer Radrennfahrer und nationaler Meister im Radsport.

## Sportliche Laufbahn
Cameron war im Bahnradsport aktiv. In der Mannschaftsverfolgung gewann er 1978 das britische Meisterschaftsrennen gemeinsam mit Jeff Lyons, Geoff Davison und Gary Cresswell. 1981 holte er den nationalen Titel gemeinsam mit Darryl Webster, Greg Newton und Gary Cresswell. Dieser Vierer gewann auch 1982 die Meisterschaft. 1983 war er im Titelrennen erneut siegreich.
1982 gewann er den nationalen Titel im Zweier-Mannschaftsfahren mit Paul Curran als Partner. 1983 und 1984 konnten beide den Titel verteidigen. 1976, 1977 und 1979 wurde er Vize-Meister mit Gary Cresswell. Die Golden Wheel Trophy, ein traditionsreiches internationales Bahnrennen in London, entschied Cameron 1982 für sich. Er gewann 1982 ebenso das Rennen The Golden Wheel, ein traditionsreiches internationales Bahnrennen in London.